# 52292 Kamdzhalov
52292 Kamdzhalov è un asteroide della fascia principale. Scoperto nel 1990, presenta un'orbita caratterizzata da un semiasse maggiore pari a 3,0630904 au e da un'eccentricità di 0,1446788, inclinata di 10,15800° rispetto all'eclittica.
L'asteroide è dedicato al direttore d'orchestra bulgaro Yordan Kamdzhalov.